# Bao
Bao là một họ của người Trung Quốc (chữ Hán: 包, Bính âm: Bāo). Trong danh sách Bách gia tính họ này đứng thứ 185.

## Người Trung Quốc họ Bao
- Bao Chửng, quan thần Đại Tống
- Bao Dung, thi nhân nổi tiếng thời Đường
- Bao Thế Thần, nhà văn học, thư pháp thời Thanh